# Бернштат (Алб)
Бернштат (њем. Bernstadt) општина је у њемачкој савезној држави Баден-Виртемберг. Једно је од 55 општинских средишта округа Алб-Донау-Крајс. Према процјени из 2010. у општини је живјело 2.063 становника. Посједује регионалну шифру (AGS) 8425019.

## Географски и демографски подаци
Бернштат се налази у савезној држави Баден-Виртемберг у округу Алб-Донау-Крајс. Општина се налази на надморској висини од 551 метра. Површина општине износи 14,0 km². У самом мјесту је, према процјени из 2010. године, живјело 2.063 становника. Просјечна густина становништва износи 148 становника/km².